# Krętogłowy
Krętogłowy (Jynginae) – monotypowa podrodzina ptaków z rodziny dzięciołowatych (Picidae). 

## Zasięg występowania
Podrodzina obejmuje gatunki występujące w Eurazji i Afryce.

## Morfologia
Długość ciała 16–19 cm; masa ciała 30–59 g.

## Systematyka

### Etymologia
- Jynx: łac. iynx, iyngis „krętogłów”, od gr. ιυγξ iunx, ιυγγος iungos „krętogłów”, od ιυζω iuzō „krzyczeć”, od ιυ iu „okrzyk zaskoczenia”[7].
- Torquilla: średniowiecznołac. torquilla to nazwa nadana krętogłowowi przez Gazę w 1476 roku, ze względu na dziwne, wężowe ruchy głowy, od zdrobnienia łac. torquere „skręcać”[8]. Gatunek typowy: Jynx torquilla Linnaeus, 1758.

### Podział systematyczny
Do podrodziny należy jeden rodzaj i dwa gatunki:
- Jynx torquilla Linnaeus, 1758 – krętogłów zwyczajny
- Jynx ruficollis Wagler, 1830 – krętogłów afrykański